# 马尔赛 (谢尔省)
马尔赛（法語：Marçais，法語發音：[maʁsɛ]）是法国谢尔省的一个市镇，位于该省西南部，属于圣阿芒蒙龙区。

## 地理
马尔赛（46°41'49"N, 2°22'14"E）面积29.03 平方千米，位于法国中央-卢瓦尔河谷大区谢尔省，该省份为法国中部省份，北起卢瓦雷省，西接卢瓦-谢尔省和安德尔省，南至克勒兹省，东南接阿列省，东临涅夫勒省。
与马尔赛接壤的市镇（或旧市镇、城区）包括：阿尔孔、阿尔德奈、阿尔农河畔卢瓦、莫尔拉克、奥尔瑟奈、圣皮埃尔莱布瓦、瓦勒奈。

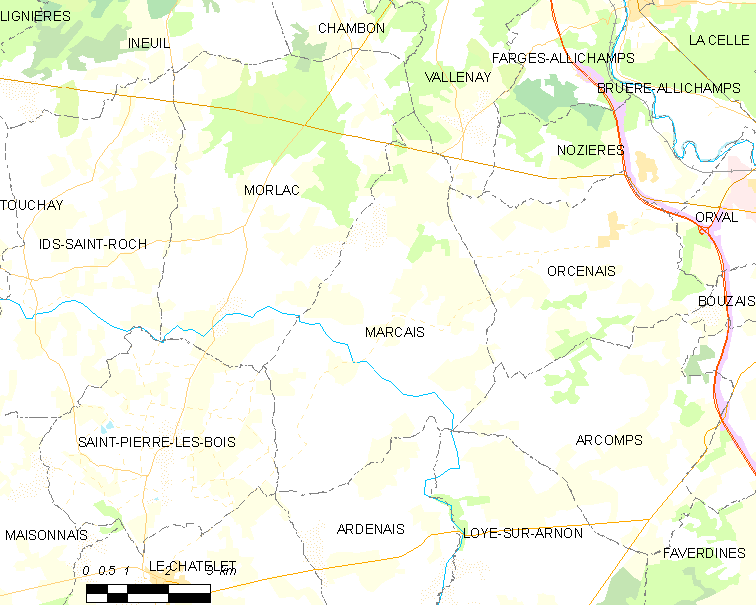
的OSM定位图

马尔赛的时区为UTC+01:00、UTC+02:00（夏令时）。

## 行政
马尔赛的邮政编码为18170，INSEE市镇编码为18136。

## 政治
马尔赛所属的省级选区为圣阿芒蒙龙县。

## 人口

1962-2008年间人口变化图示

马尔赛于2022年1月1日时的人口数量为305人。